# 箕作平滝大橋
箕作平滝大橋（みつくりひらたきおおはし）は、長野県下水内郡栄村の千曲川に架かる長野県道408号箕作飯山線の橋長169.0 m（メートル）の桁橋。

## 概要
箕作飯山線は箕作 - 明石間が交通不能区間であり、緊急輸送道路としては国道117号が唯一であった。このため2011年（平成23年）3月12日の長野県北部地震で国道117号や長瀬横倉停車場線の百合居橋が被災したことにより集落が一時孤立した。そこで長野県は復興事業として2012年度（平成24年度）より箕作飯山線の箕作 - 明石間を千曲川に2橋を架橋し、平滝地区を経由する延長2470 mの経路で事業に着手した。この2橋のうち箕作 - 平滝間に架かるのが箕作平滝大橋である。
この復興事業では国道117号の代替機能、集落孤立化の解消、産業の活性化が整備効果として挙げられており、栄村震災復興計画にも位置付けられている
。
- 形式 - 鋼3径間非合成連続鈑桁橋
- 橋長 - 169.0 m
- 幅員 - 9.0 m
- 下部工 - 逆T式橋台 (A1・A2)、張出式小判型橋脚 (P1・P2)
- 基礎 - 場所打ち杭基礎 (A2)
- 鋼重 - 398 t
- 設計 - 国土監理[4]
- 施工 - 角藤（P1 - A2）
- 工法 - 手延べ送出し工法

## 歴史
本橋は箕作大橋の仮称で箕作飯山線 箕作〜明石工区の一部として建設が進められた。箕作飯山線事業は2012年度（平成24年度）に着手し、上部工1工区（P1 - A2）は角藤により、2014年度（平成26年度）から主桁製作が行われ、2016年（平成28年）に架設がおこなわれた。
箕作平滝大橋は2017年（平成29年）11月15日に取付区間を合わせた延長379 mが開通し、箕作 - 平滝間が結ばれた。なお、明石大橋を含む残区間は2020年（令和2年）11月9日に開通している。本事業の完成をもって長野県北部地震復興事業が完了した。